# Tampacán
Tampacan är en ort i Mexiko.   Den ligger i kommunen Tampacán och delstaten San Luis Potosí, i den sydöstra delen av landet, 220 km norr om huvudstaden Mexico City. Tampacan ligger 140 meter över havet och antalet invånare är 15 767.
Terrängen runt Tampacan är platt åt nordväst, men åt sydost är den kuperad. Runt Tampacan är det ganska tätbefolkat, med 80 invånare per kvadratkilometer. Närmaste större samhälle är Tamazunchale, 17,0 km söder om Tampacan. I omgivningarna runt Tampacan växer huvudsakligen savannskog.